# Federico Elduayen
Federico Elduayen, né le 25 juin 1977 à Fray Bentos, est un footballeur international uruguayen évoluant au poste de gardien de but. 
Sa carrière débute en 1999 et il fait partie du groupe des 23 joueurs retenus pour disputer la Coupe du monde 2002.

## Palmarès
| Compétitions internationales | Compétitions nationales |
|                              | - Championnat d'Uruguay (2) - Champion : 1999, 2003 - Vice-champion : 2000 - Coupe du Chili (1) - Vainqueur : 2008 - Championnat du Chili - Vice-champion : 2007 (C) |